# Claude Goretta
Claude Goretta (n. 23 iunie 1929, Geneva, Geneva, Elveția – d. 20 februarie 2019, Geneva, Geneva, Elveția) a fost un regizor de film, producător de televiziune și scenarist elvețian.
Filmul său Dantelăreasa, lansat în 1977, a adus-o în atenția publicului pe actrița Isabelle Huppert.
Potrivit directorului Cinémathèque suisse, Frédéric Maire, „Claude Goretta este unul dintre cei mai importanți cineaști ai cinematografiei elvețiene și francofone, precum și o figură emblematică a Noului Cinema Elvețian. Și-a construit o carieră profund francofonă, activând între Elveția și Franța.”
A fost premiat la Festivalul de la Cannes pentru filmele sale de ficțiune L'Invitation (1973) și Dantelăreasa (1976).
În 2010, a primit un Quartz d'honneur din partea cinematografiei elvețiene, iar în 2011, i-a fost decernat un Leopard de onoare la Festivalul Internațional de Film de la Locarno, ca recunoaștere pentru întreaga sa carieră.

## Biografie
Claude Goretta s-a născut pe 23 iunie 1929 la Geneva, fiind fiul unui tată italian emigrat și al unei mame germane.
A fost fratele lui Jean-Pierre Goretta, un cunoscut reporter și intervievator al Radioului și Televiziunii Elvețiene.
După studii de drept la Universitatea din Geneva, în 1952, Claude Goretta a fondat Ciné-club universitaire de Genève împreună cu Alain Tanner.
Claude Goretta a fost tatăl a patru copii: Valérie, Nicolas, Jeanne și Lukas.

## Cineast
În 1955, Claude Goretta a plecat la Londra pentru a lucra în arhivele British Film Institute.
În 1957, împreună cu compatriotul său Alain Tanner, a realizat scurtmetrajul Nice Time.
Începând din 1958, Claude Goretta a realizat documentare și reportaje pentru Télévision suisse romande, precum Continents sans visa, și pentru televiziunea franceză (fosta ORTF), contribuind la emisiunea Cinq colonnes à la Une.
În filmele sale portret, Goretta a avut o viziune profund umanistă, surprinzând cu empatie viața oamenilor simpli, pe care îi îndrăgea să-i filmeze. Portretele sale – fie că este vorba despre un funcționar bancar, o mamă cu o familie numeroasă, țiganii de la Sainte-Marie, muncitori sezonieri din Spania sau o muncitoare rusă din Leningrad – reflectă o mare capacitate de ascultare și un profund respect pentru celălalt.
În 1968, Claude Goretta a simțit nevoia de a trece la ficțiune. Astfel, a fondat la Geneva casa de producție Groupe 5, alături de cineaștii Alain Tanner, Michel Soutter, Jean-Louis Roy, Yves Yersin și Jean-Jacques Lagrange.
Filmele lor, marcate de un angajament social puternic, au contribuit la dezvoltarea cinematografiei elvețiene și la recunoașterea sa internațională.
Și-a imaginat primele filme de ficțiune pornind de la experiența sa în televiziune: Le Fou (1970), cu François Simon, Dantelăreasa (1977), cu Isabelle Huppert, și Provinciala (1981), cu Nathalie Baye, sunt toate „portrete transformate în ficțiune”.
Claude Goretta a excelat în direcția actorilor, colaborând cu unii dintre cei mai mari interpreți ai cinematografiei europene.
A lucrat cu François Simon și Jean-Luc Bideau în L'Invitation (1973), Gérard Depardieu și Marlène Jobert în Pas si méchant que ça (1975), Gian Maria Volonté în La Mort de Mario Ricci (1983) și Charles Vanel în Si le soleil ne revenait pas (1987).
Claude Goretta a fost unul dintre puținii cineaști elvețieni care nu au făcut o separare clară între activitatea sa cinematografică și cea de televiziune.
A realizat telefilme remarcabile, precum:
- Jean-Luc persécuté (1966), adaptare după romanul lui Charles Ferdinand Ramuz
- Les chemins de l'exil ou dernières années de Jean-Jacques Rousseau (1978), cu François Simon
- Un remake al filmului Goupi Mains Rouges (1993), cu Maurice Barrier
- Le Dernier Été (1997), cu Jacques Villeret
- Thérèse et Léon (2000), cu Claude Rich
- Sartre, l’âge des passions (2006), cu Denis Podalydès

De asemenea, a colaborat cu Bruno Cremer la trei episoade de înaltă calitate ale serialului Comisarul Maigret (1991, 1993, 1995).
În 1991, Claude Goretta a realizat ultimul său film de ficțiune, L’Ombre, avându-i în distribuție pe Pierre Arditi și Jacques Perrin.
A urmat ultimul său documentar, Visages suisses, produs de Claude Richardet cu ocazia celebrării a 700 de ani de la fondarea Confederației Elvețiene. Acesta include portrete ale unor personalități precum artistul Jean Tinguely, ghidul montan Nicole Niquille și cântărețul Pascal Auberson.
După o carieră de peste patruzeci de filme, cineastul Claude Goretta și-a încheiat activitatea în 1991.
A fost înmormântat în Cimitirul des Rois din Geneva.

## Distincții
- 1973: Premiul Juriului la Festivalul de la Cannes pentru L'Invitation.
- 1977: Premiul Juriului Ecumenic la Festivalul de la Cannes pentru Dantelăreasa.
- 2010: Quartz d'honneur al cinematografiei elvețiene.
- 2010: Leopardul de onoare la Festivalul Internațional de Film de la Locarno, pentru întreaga sa operă.